# Quarna Sopra

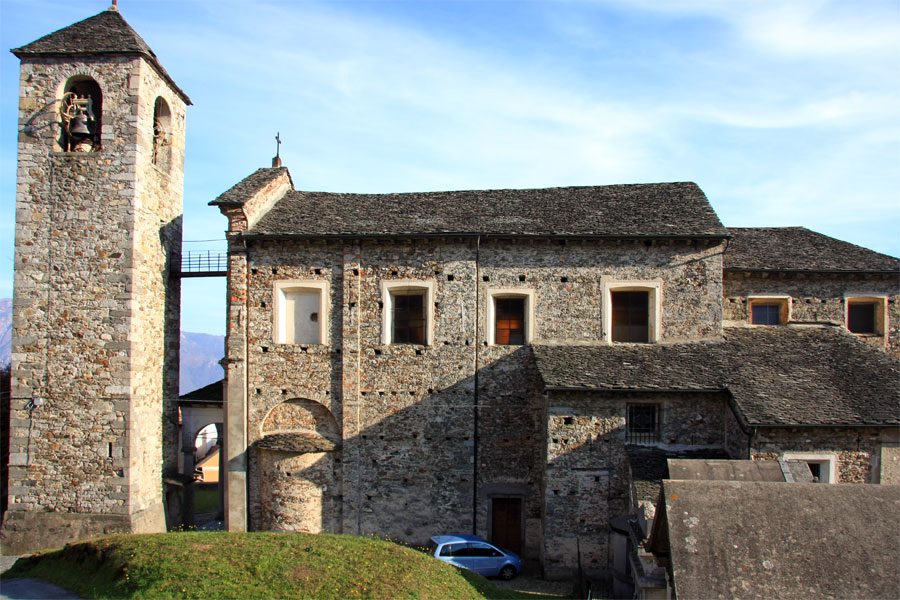
Pfarrkirche Santo Stefano

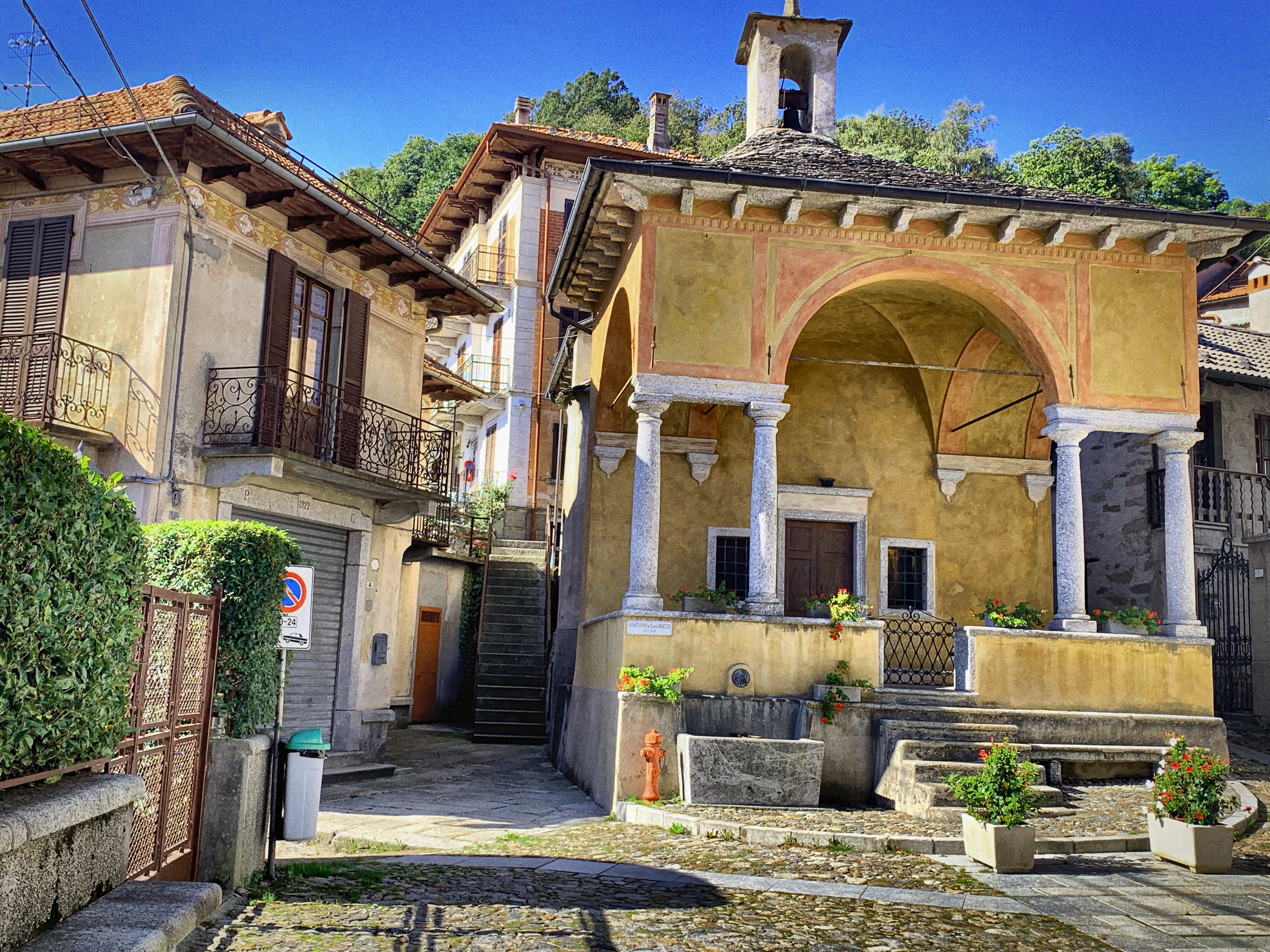
Kirche San Rocco

Quarna Sopra ist eine italienische Gemeinde in der Provinz Verbano-Cusio-Ossola (VB) in der Region Piemont.

## Lage und Einwohner
Quarna Sopra liegt 25 km südwestlich von der Provinzhauptstadt Verbania und umfasst eine Fläche von 9 km². Der Ort liegt auf einer Höhe von 860 m ü. M., hoch über dem Ortasee, mit insgesamt 235 Einwohner (Stand 31. Dezember 2023).
Die Nachbargemeinden sind Germagno, Loreglia, Omegna, Quarna Sotto und Valstrona.

## Sehenswürdigkeiten
- Pfarrkirche Santo Stefano erbaut in der zweiten Hälfte des 16. Jahrhunderts
- Oratorium Madonna del Pero erbaut an der Ende des 16. Jahrhunderts
- Wallfahrtskirche del Fontegno  (17. Jahrhundert)
- Oratorium San Rocco (13.–14. Jahrhundert)